# Propeler
Propeler (engleski: propeller, od latinskog propellere: pro=prije + pellere=voziti naprijed) uređaj je s radijalno uglavljenim krakovima spiralnog oblika. Oni svojom rotacijom u vodi ili zraku stvaraju potisak zahvaljujući aerodinamičkim ili hidrodinamičkim silama koje djeluju na krakove i tako pokreću avion ili brod.
U brodogradnji se pojam propeler odnosi na bilo koji brodski propulzor, iako se upotrebljavaju i drugi nazivi kao što su vijčani propeler ili brodski vijak.
Propeler stvara potisak proporcionalan količini (masi) vode ili zraka na koji djeluje i brzini svoje vrtnje. Najučinkovitiji je kada je masa na koju djeluje velika, a brzina vlastite rotacije mala.

## Karakteristike i primjena
Propeler se sastoji od dvaju ili više zrakasto postavljenih krakova (lopatica, krilaca) usađenih u središnji dio - glavinu s ležajem za pogonsko vratilo.
Propeler aviona ili broda spojen je izravno ili preko reduktora na koljenasto vratilo klipnog motora ili turbinsko vratilo mlaznog motora. Propeler svojom vrtnjom razvija aerodinamičku silu koja tjera plovilo naprijed. U slučaju kada se propeler nalazi naprijed, sila je koju proizvodi vučna, a kada se nalazi straga, kao kod broda, to je potisna sila. Istodobno djeluje još jedna komponenta aerodinamičke sile, okrećući plovilo u smjeru suprotnom od smjera vrtnje propelera (dajući mu moment torzije). Propeleri imaju niz ograničenja koja se javljaju pri velikim brzinama, osobito na vrhovima krakova. Kada se brzina približi nadzvučnoj, nastaju veliki gubitci zbog pojave udarnih valova – zvučnog zida, koji mogu uzrokovati lomljenje krakova. Danas se to pokušava izbjeći korištenjem većeg broja sabljastih, vrlo tankih krakova koji često rotiraju u suprotnom smjeru krakova. Takvi propeleri mogu se upotrebljavati pri većim brzinama (blizu nadzvučnih), ali glavni nedostatak njihove uporabe je velika buka.

## Povijest
Prve propelere konstruirali su i patentirali kasnih 1830-ih švedsko-američki inženjer John Ericsson i engleski izumitelj Francis P. Smith, neovisno jedan o drugom. Brodski propeleri vrlo brzo su i gotovo u potpunosti zamijenili kola s lopaticama i razne druge uređaje namijenjene pogonu brodova.
Kada je brod imao samo jedan propeler, on je bio montiran na kraju broda neposredno ispred kormila. Njegova osovina bila je spojena na prijenos ili izravno na motor. Brodovi s dva propelera uvedeni su prvi put oko 1860. godine u Engleskoj. Postavljeni su s obje strane kormila, tako da se mogu koristiti kao pomoć pri upravljanju, a korisni su i u slučaju kvara jednog od njih, jer preostali i dalje mogu pokretati brod. Otkako su se počele koristiti parne turbine, na velikim brodovima ugrađivana su četiri propelera.
Brodski propeleri izrađuju se od lijevanog željeza, lijevanog čelika, mangana ili bronce, a potonji su poznati po svojoj otpornosti na koroziju.
Propeleri zrakoplova obično imaju dvije do šest lopatica. Izrađivali su se od drva, aluminijskih legura, čelika, a danas i od kompozitnih materijala. Krakovi su često izrađeni od više slojeva različitih materijala (sendvič-konstrukcija), tako da je laka jezgra prekrivena kompozitnim vanjskim slojevima.
U početku su svi propeleri imali fiksne krakove, kojima se kut zakretanja nije mogao mijenjati. Poslije su, kako su se povećavale snaga motora i brzina leta, razvijeni propeleri koji su mogli mijenjati nagib lopatica. Kod njih su krakovi smješteni u utore u glavini sa zupčanicima, tako da mogu mijenjati nagib u letu.
Razvojem opreme za automatizirano letenje javila se potreba za povećanjem nagiba kako bi se mogla održavati točno određena brzina. Tako je razvijen propeler promjenjivog koraka, nazvan po uređaju koji kontrolira nagib. Ti uređaji su hidraulički, mehanički, automatski ili električni. Optimalna učinkovitost propelera postiže se zakretanjem krakova jer održava optimalnu brzinu vrtnje bez obzira na uvjete leta, a postavljen u vrlo mali nagib kraka, propeler može djelovati i kao kočnica.
Kako je rastao broj krakova, s dva na tri, a zatim s tri na šest, za postizanje veće propulzije (potiska), uz zahtjev da krakovi zadrže svoj položaj prema dolje, pojavili su se brojni novi problemi: lopatice propelera svojom rotacijom zagrijavaju okolni zrak te tako iza sebe stvaraju rotacijsko polje koje ometa avion. Oni su riješeni razvojem proturotirajućeg propelera, kod kojeg su krakovi ugrađeni u dvije odvojene skupine s po tri kraka koji se okreću u suprotnim smjerovima. Postavljeni su jedan iza drugoga, ali se okreću u suprotnim smjerovima, čime se smanjuje potreban domet propelera, omogućuje veći broj krakova i neutralizira torzijski moment, Takvi motori, međutim, imaju znatno kompliciraniju konstrukciju.
Rotori helikoptera, kao i lopatice ventilatora, lopatice kompresora i turbine mlaznih motora razvijeni su po uzoru na propelere aviona.

## Vanjske poveznice
- Propeller na portalu Encyclopædia Britannica (engl.)